# Pruisische P8
De Pruisische P8 bestond uit een serie van enkele duizenden stoomlocomotieven. Als herstelbetaling na de Eerste Wereldoorlog kwam een groot aantal locomotieven in dienst van verschillende Europese spoorwegbedrijven.
De locomotieven hadden goede rijeigenschappen en reden zuinig.

## Inzet in België
Bij de NMBS kwam de reeks als type 64 in dienst. Van de in totaal 2350 gebouwde exemplaren, gingen 168 locomotieven naar België en kregen de bedrijfsnummers 64.001 t.e.m. 64.168. De voornaamste taken was het vervoeren van passagiers. De reeks 64 bleef tot 1967 in dienst.

## Inzet bij de NS
Er kwamen er in 1945 bij de NS vijf stuks in dienst omdat veel Nederlandse locomotieven door de Duitsers meegenomen of vernield waren in de Tweede Wereldoorlog. Ze werden ingedeeld in de serie NS 3850. Ze werden opgenomen onder de nummers 3851-3855.
Alle machines werden al in 1947 terug gezonden naar Duitsland.

## Museumlocomotieven
- NMBS 64.045. Is bewaard door NMBS. Werd gebouwd door Henschel in 1912 of 1916.
- NMBS 64.169. Heeft nooit in commerciële dienst in België gereden (daarom nummer 169), maar afkomstig uit Roemenië als CFR 230.084. De locomotief werd gebouwd door Henschel in 1921 met bouwnummer 18939. Bewaard door PFT-TSP. Meer info over de loc: www.pfttsp.be